# 노키아 루미아 510
노키아 루미아 510(Nokia Lumia 510)은 저가형 윈도우 폰 7 스마트폰의 하나로, 중국, 인도, 아시아태평양, 라틴아메리카와 같은 개발도상국을 대상으로 노키아가 설계하였으며 윈도우 폰 7.5(이후 윈도우 폰 7.8) 운영 체제를 구동한다. 2012년 9월 23일 선보였으며 같은 해 11월 출시되었다.
이 전화는 노키아 루미아 610의 제한점을 공유하며, 모든 윈도우 폰 애플리케이션을 실행할 수 있는 것이 아니며 모든 백그라운드 작업을 수행할 수 있는 것이 아니다.
폰 아레나는 내장 스토리지의 용량이 거의 없음에도 SD 카드 슬롯이 없는 점, 카메라 플래시의 부재, 전면 카메라의 부재, 저해상도 비디오 캡처, 또 전화의 속도를 느리게하고 일부 애플리케이션의 실행을 불가능하게 만드는 너무 적은 RAM 메모리 (256 MB)에 대해 비평했다.
2013년 2월 25일, 노키아 루미아 510의 후속 노키아 루미아 520가 등장했다. 개선점은 윈도우 폰 8, 듀얼 코어 1 GHz 퀄컴 S4 칩셋, 512 MB의 RAM, 더 나은 IPS 패널 디스플레이, 최대 64 GB SD 카드 용량 지원이 포함된다.

## 같이 보기
- 윈도우 폰
- 노키아 루미아 710
- 노키아 루미아 800
- 노키아 루미아 900